# Nätverket Ingen människa är illegal
Nätverket Ingen människa är illegal (Imäi) är ett svenskt nätverk av aktivister som verkar för människors rätt att välja var de vill leva, i första hand att vem som helst ska få bosätta sig i Sverige. Detta görs dels genom opinionsbildande arbete, dels genom konkret stöd till asylsökande som nekats uppehållstillstånd och andra som befinner sig utan tillstånd i Sverige (så kallade papperslösa). Exempel på det senare arbetet är hjälp med bostad och förskoleplats, tillgång till medicinsk vård och stöd i asylprocessen.

## Historia och organisation
Nätverket bildades i november 1999 på Färnebo folkhögskola. Förebilden var det tyska asylrättsnätverket Kein Mensch ist Illegal. Nätverket är organiserat i lokalgrupper med en gemensam plattform och hemsida. Det finns ingen ordförande eller styrelse, utan istället har man en icke-hierarkisk organisation där man enligt nätverkets plattform strävar efter att agera och fatta beslut utan representantskap. Ingen människa är illegal har aktiva lokalgrupper i Göteborg, Stockholm, Umeå, Uppsala och Östersund. Lokalgrupper har även funnits i Katrineholm, Linköping, Lund, Norrköping och Trollhättan.
Ingen människa är illegal har fått flera utmärkelser, bland annat Miljöpartiets mångfaldspris, Stig Dagermanpriset och föreningen Ordfronts demokratipris.

## Ideologi
Nätverket samarbetar med andra asylrättsgrupper men skiljer sig också från dessa och har rötter i den
vänsterautonoma miljön. Mycket av det politiska arbetet handlar om att försvara förföljda personers rättighet till asyl, men nätverket går längre än så och förnekar mer generellt staters rätt att hindra människor från att migrera. Gränser erkänns inte annat än som konstruktioner som inte är moraliskt bindande. Man anser att en människa som är född på en viss plats inte har större rätt till denna plats än någon annan och att alla har rätt att röra sig fritt. Sådan argumentation för fri rörlighet är förenlig med vissa former av liberalism eller libertarianism, men i Ingen människa är illegals fall förs den utifrån ett tydligt vänsterperspektiv. Detta återspeglas i nätverkets analys av kopplingarna mellan en orättvis världsekonomi och människors orsaker att fly samt den uttalade ambitionen att motarbeta försök att låta immigration underminera lönenivåer och sociala skyddsnät.

## Aktioner och kampanjer
Ingen människa är illegal var en av de drivande organisationerna i kampanjen Flyktingamnesti 2005 vilken resulterade i en tillfällig asyllag och ca 17 000 uppehållstillstånd till människor som tidigare fått avslag på sin ansökan.
I april 2008 tog sig aktivister från nätverket olagligen in på Bromma flygplats. Syftet var att stoppa en kritiserad avvisning till Eritrea. Aktionen fick extra uppmärksamhet av att ett regeringsplan med Maud Olofsson i tillfälligt hindrades från avfärd.
Fristad Göteborg var ett projekt som Ingen människa är illegal drev tillsammans med Göteborgs rättighetscenter med start 2013. Syftet var att göra Göteborg som stad med öppet och tillgängligt för papperslösa och verka för en mer rättvis stad. Idrottsklubbar, vårdcentraler, kaféer, kulturföreningar med flera skulle kunna ansluta sig och bli en ”fristad” för papperslösa.
Inför valet 2014 drev Ingen människa illegal Göteborg kampanjen "Asylrätt 2014", för en human asylrätt. Kampanjen drev fyra krav: 1) att Sverige ska vara bundna att följa FN:s riktlinjer och aldrig mer utvisa någon till tortyr och förföljelse, 2) att synnerligen ömmande omständigheter ersätts med särskilt ömmande omständigheter, 3) att Sverige omedelbart upphör med alla överföringar enligt Dublinförordningen samt att regeringen verkar för dess avskaffande och 4) att bevisbördan ska flyttas från den asylsökande till Migrationsverket.

## Nätverket i andra länder
Motsvarigheter till nätverket finns i:
- Australien (No one is illegal)
- Danmark (Intet menneske er illegalt)
- Storbritannien (No one is illegal)
- Kanada (No one is illegal)
- Tyskland (Kein Mensch ist Illegal)